# Ospedale psichiatrico di San Salvi
L'ex-ospedale psichiatrico di San Salvi si trova a Firenze in via di San Salvi.
Oggi è uno spazio in via di recupero di proprietà della USL Toscana e del comune di Firenze.
Tra gli spazi attivi ci sono vari ambulatori sanitari, il centro di recupero di arti espressive La Tinaia, e il presidio culturale Chille de la balanza.

## Storia e descrizione

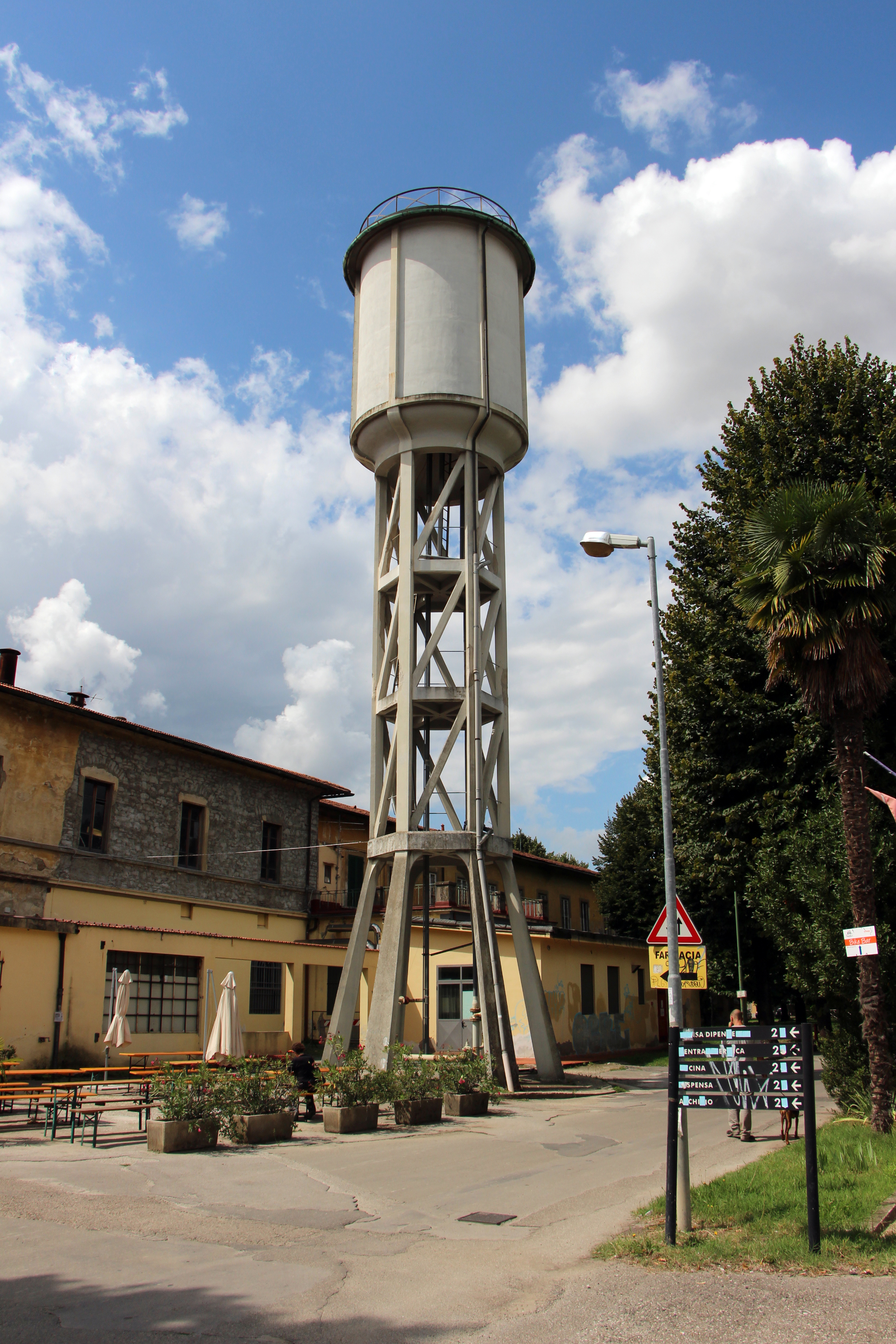
La torre idrica

Nel 1891 l’inaugurazione dell’ospedale psichiatrico di San Salvi, intitolato dal 1924 a Vincenzo Chiarugi, pioniere della psichiatria moderna, fu un evento rilevante.
La costruzione del complesso era iniziata nel 1887 su progetto dell’architetto Giacomo Roster secondo l’idea innovativa di Chiarugi per cui il folle doveva vivere in un ambiente ordinato che si opponesse alla malattia mentale intesa come “disordine delle passioni”.
Il villaggio, con vasto parco alberato chiuso dal muro di cinta, ospitava le strutture ospedaliere, la direzione e i servizi; i padiglioni dei malati, uomini e donne, erano separati, ma collegati da corridoi terrazzati e gallerie sotterranee; officine, spazi per le attività ricreative e una colonia agricola ne facevano un microcosmo autosufficiente.
Nel 1978 con la legge Basaglia è iniziata la chiusura del manicomio, conclusasi con l'uscita dell'ultimo paziente nel 1998.
Alcuni edifici hanno trovato nuova destinazione, mentre l’Azienda USL Toscana, proprietaria dell’area, sta vagliando ipotesi di recupero.
Tra gli edifici che hanno un tempestivo bisogno di ristrutturazione e vincolati dalla sovrintendenza, c'è il casottino dell'ex Tinaia, dove è presente un murales in stile cileno creato dalla Brigata Boschi insieme agli ospiti dell'ospedale nel 1978. Sul murale sono presenti varie figure simboliche ed insieme ad esse è trascritta la  poesia. che Pablo Neruda dedicò a Firenze, chiamata "La città".
San Salvi è considerato il secondo polmone verde della città di Firenze, dopo il parco delle Cascine. All'interno del parco vi è una grandissima quantità di esemplari arborei, e si tratta di piante spesso di gran pregio: a partire dai centenari cedri del libano, le celtis australis, e poi lecci, melograni nippoinici, platani, pini, abeti e tigli.
Vi resta una chiesa dedicata a san Giovanni Battista, che fu poi elevata a parrocchia sin dal 1903. Era legata al complesso ospedaliero e veniva officiata per i degenti nonché per il personale dei padiglioni. Il nome derivò da quello dell'ex ospedale per i malati di mente di San Bonifazio (detto appunto di San Giovanni Battista) in via San Gallo e dalla località della chiesa e monastero vallombrosano.
L'assistenza spirituale ai pazienti fu assicurata dai padri cappuccini fino al 1988, quando furono sostituiti da due diaconi delegati dall'Arcivescovado.
L'ospedale venne sostituito dall'ospedale psichiatrico Vincenzo Chiarugi sullo stesso sito in via San Salvi. Da qui deriva il modo di dire fiorentino andare a San Salvi cioè impazzire, con le varianti di andare ai tetti rossi, per via del colore delle tegole, o andare al Madonnone, dal nome del grande tabernacolo nelle vicinanze.
Fin dagli anni settanta del Novecento una parte importante del complesso di San Salvi è sede della scuola elementare statale Andrea del Sarto e di relativi progetti educativi tradizionalmente attivi collegati al comune di Firenze. È altresì sede della Scuola dell'Infanzia Comunale  intitolata allo stesso pittore che ha operato nella zona lasciandoci il famoso Cenacolo che si può visitare nelle vicinanze. In questa parte della struttura, ex clinica psichiatrica dell'università di Firenze, vi è stata una periodica regolare attività, a cavallo tra gli anni ottanta e novanta del Novecento, del Laboratorio Linguistico Musicale, progetto statale curato da Massimo Presciutti, che ha coinvolto tutte le classi del plesso nonché di altri dello stesso circolo didattico n. 5, la cui direzione era situata alla scuola elementare intitolata a Gaetano Pilati. Le lezioni del Laboratorio venivano tenute nella storica ed austera ex Aula Magna dell'Università.